# Cantone di Bustanico
Il Cantone di Bustanico era una divisione amministrativa dell'arrondissement di Corte.
A seguito della riforma approvata con decreto del 26 febbraio 2014, che ha avuto attuazione dopo le elezioni dipartimentali del 2015, è stato soppresso.
I 24 comuni facenti parte prima della riforma del 2014 erano:
- Aiti
- Alando
- Altiani
- Alzi
- Bustanico
- Cambia
- Carticasi
- Castellare di Mercurio
- Erbajolo
- Erone
- Favalello
- Focicchia
- Giuncaggio
- Lano
- Mazzola
- Pancheraccia
- Piedicorte di Gaggio
- Pietraserena
- Rusio
- Sermano
- Sant'Andrea di Bozio
- San Lorenzo
- Santa Lucia di Mercurio
- Tralonca